# 納科多奇斯 (德克薩斯州)
納科多奇斯（英語：Nacogdoches）是一個位於美國德克薩斯州納科多奇斯縣的城市。根據2010年美國人口普查，該地共人口32996人，而該地的面積約為69.96平方千米。同時該地也是納科多奇斯縣的縣治。

## 地理
納科多奇斯的座標為31°36′32″N 94°39′03″W / 31.60889°N 94.65083°W，而該地的平均海拔高度為92米（即302英尺）。